# Tyrone Edgar
Tyrone Damien Edgar (Greenwich, 29 maart 1982) is een Britse sprinter. Hij nam deel aan de 100 m en de 4 x 100 m estafette op de Olympische Spelen van 2008 in Peking.

## Biografie
Edgar studeerde op een juniorcollege in Kansas. Hier liep hij bij de Junior College kampioenschappen een indrukwekkende tijd van 10,04 s met een rugwind van 5,2 m/s. In 2000 sneuvelde hij op het WK junioren in Santiago met een tijd van 10,62. In de herfst van 2004 ging hij naar Texas A&M University en in 2006 brak hij door door 10,05 te lopen bij de NCAA kampioenschappen (midwist), met eveneens te veel rugwind. Dat jaar won hij ook een zilveren medaille bij de AAA kampioenschappen voor senioren in Manchester.
In 2008 verbeterde hij op 31 mei 2008 in Genève zijn persoonlijk record tot 10,06. Op de Olympische Spelen van 2008 in Peking sneuvelde hij in de halve finale van de 100 m met een tijd van 10,18. Hij kwam ook uit op de 4 x 100 m estafette met zijn teamgenoten Simeon Williamson, Marlon Devonish en Craig Pickering, maar het viertal werd gediskwalificeerd in de series.
Tyrone Edgar is een gekwalificeerd fitnessinstructeur.

## Titels
- Brits kampioen (<23 jr.) - 2003

## Persoonlijke records
Outdoor
| Onderdeel | Prestatie | Datum        | Plaats   |
| --------- | --------- | ------------ | -------- |
| 100 m     | 10,06 s   | 31 mei 2008  | Genève   |
| 200 m     | 20,96 s   | 16 juni 2001 | Mannheim |

Indoor
| Onderdeel | Prestatie | Datum            | Plaats       |
| --------- | --------- | ---------------- | ------------ |
| 60 m      | 6,60 s    | 13 februari 2004 | Fayetteville |
| 200 m     | 21,29 s   | 7 februari 2004  | Lincoln      |

## Palmares

### 100 m
- 2000:  Gemenebest jeugdkamp. - 11,0 s
- 2006:  Britse kamp. - 10,23 s
- 2008: 7e in ½ fin. OS - 10,18 s (10,10 s in ¼ fin.)
- 2009: DSQ ½ fin. WK (10,12 s in ¼ fin.)

### 4 x 100 m estafette
- 2008: DSQ in serie OS
- 2009:  WK - 38,02 s